# Wassili Wassiljewitsch Parchomtschuk
Wassili Wassiljewitsch Parchomtschuk, russisch Василий Васильевич Пархомчук, englische Transkription Vasili oder Vasily Parkhomchuk, (* 1. September 1946) ist ein russischer Physiker. Er gilt international als Experte für Elektronenkühlung.
Parchomtschuk studierte 1964 bis 1968 an der Staatlichen Universität von Nowosibirsk und war dort ein Schüler von Gersch Izkowitsch Budker. Er war dort in den 1960er Jahren ein Pionier in der Elektronenkühlung bei Teilchenbeschleunigern, die Budker 1966 zuerst vorschlug. Das Verfahren wurde erstmals erfolgreich am NAP-M Speicherring des Budkerinstituts 1971 bis 1980 getestet unter wesentlicher Mitwirkung von Parkhomchuk. Er richtete Elektronenkühlungsanlagen an Beschleunigern weltweit an, zum Beispiel am GSI (Synchrotron SIS-18, 1998), 2001 bis 2004 am Institut für Moderne Physik in China (CSR-Projekt), am COSY (Jülich) und CERN (LHC).
Er leitet das Labor für Elektronenkühlung am Budkerinstitut. 1997 wurde er korrespondierendes und 2016 Vollmitglied der Russischen Akademie der Wissenschaften.
2016 erhielt er den Robert R. Wilson Prize und 2002 den Staatspreis der Russischen Föderation.

## Schriften
- mit Alexander Nikolajewitsch Skrinski: “Electron cooling: 35 years of development”, Physics Uspekhi, Band 43, 2000, S. 433–452